# لیودمیلا لوزان
لیودمیلا لوزان (انگلیسی: Liudmyla Luzan؛ زادهٔ ۲۷ مارس ۱۹۹۷) قایقران کانو اهل اوکراین است.
وی در مسابقات کشوری و بین‌المللی در مجموع برندهٔ ۲ مدال طلا، ۲ مدال نقره، ۲ مدال برنز شده‌است.